# New Iberia
New Iberia (Frans: La Nouvelle-Ibérie) is een stad in de Amerikaanse staat Louisiana, en valt bestuurlijk gezien onder Iberia Parish.

## Geschiedenis
De plaats werd gesticht in 1779 aan Bayou Teche door 500 Spaanse kolonisten en heette oorspronkelijke (Nueva) Iberia. In 1814 werd er een postkantoor geopend en in 1847 werd de naam officieel gewijzigd in New Iberia. In de jaren 1950 werd er een marinebasis geopend, maar deze werd al gesloten in de jaren 1960. Het vrijgekomen land werd gebruikt voor economische ontwikkeling en er werd een universitair onderzoekscentrum geopend van de University of Louisiana in Lafayette.

## Demografie
Bij de volkstelling in 2000 werd het aantal inwoners vastgesteld op 32.623.
In 2006 is het aantal inwoners door het United States Census Bureau geschat op 32.981, een stijging van 358 (1,1%).

## Geografie
Volgens het United States Census Bureau beslaat de plaats een oppervlakte van 27,4 km², geheel bestaande uit land.

## Plaatsen in de nabije omgeving
De onderstaande figuur toont nabijgelegen plaatsen in een straal van 20 km rond New Iberia.

## Stedenband
New Iberia is verbroederd met Sint-Pieters-Woluwe.

## Geboren
- Kathleen Blanco (1942-2019), van 2004 tot 2008 gouverneur van Louisiana